# Head Crusher
«Head Crusher» es el primer sencillo del duodécimo disco de Megadeth Endgame, que fue lanzado el 15 de septiembre del 2009. El sencillo fue lanzado el 7 de julio del 2009, de acuerdo con el sitio web oficial de Roadrunner Records, el sencillo estuvo disponible para ser descargado durante un período de 24 horas el 7 de julio (la posibilidad de descarga terminó la mañana del 8 de julio). La canción primero estuvo disponible llamando al número de Dave Mustaine a través de TheLiveLine.com, un servicio que permite conectar a los músicos con su audiencia a través del teléfono
"Head Crusher" trata sobre la terrible arma de tortura de la época medieval: el aplastacabezas. La canción fue revelada al público por primera vez en el "Canadian Carnage Tour" el 24 de junio de 2009.

## Video
En el video se muestra a Dave Conduciendo un programa de Televisión mostrando varias personas vestidas de prisioneros, las cuales están tapadas por cara y oídos, y cada vez que destapa una tienen que pelear para no morir, en el video se muestra a Una mujer prisionera que Pelea muy fuerte por su vida, esto deja fuera de Lugar al machismo, en parte, y el valor que tiene la vida, algo muy diferente a la letra de la canción. A la banda se muestra tocando en una plataforma arriba del público que igual ve el espectáculo conducido por Mustaine.